# Ceylanoglaucytes
Ceylanoglaucytes is een kevergeslacht uit de familie van de boktorren (Cerambycidae). De wetenschappelijke naam van het geslacht werd voor het eerst geldig gepubliceerd in 1970 door Breuning.

## Soorten
Ceylanoglaucytes omvat de volgende soorten:
- Ceylanoglaucytes kratzii (Thomson, 1865)
- Ceylanoglaucytes moesta (Pascoe, 1859)